# Alois Kříž
Alois Kříž, född 26 februari 1911 i Hamburg, död 26 mars 1947 i Prag, var en tjeckisk journalist och radiooperatör. 

## Biografi
Alois Kříž far rekryterades till österrikisk-ungerska armén vid första världskrigets utbrott 1914 och modern flyttade med barnen till Ledvice, där Alois Kříž gick i grundskolan. Därefter studerade han i Duchcov och 1929 påbörjade han juridiska studier vid Karlsuniversitetet i Prag, men avlade dock inte examen.
I mars 1939 inrättade tyskarna protektoratet Böhmen-Mähren och Kříž kom då att verka vid protektoratets radiostation. Han var därtill medlem av den fascistiska och nationalistiska organisationen Vlajka.
I mars 1947 ställdes Kříž inför den nationella domstolen i Prag och dömdes till döden för landsförräderi och för att ha propagerat för Nazitysklands sak. Han avrättades genom hängning tillsammans med Rudolf Novák och Antonín J. Kožíšek.